# Rachecourt (Aubange)
Rachecourt (nld. Roesig, niem. Ressig, wa. Ratchcou, lb. Reissich) – dzielnica (section) miasta Aubange w Belgii, w Regionie Walońskim, w prowincji Luksemburg, w okręgu Arlon. 1 stycznia 2020 roku liczyła 697 mieszkańców. Do 31 grudnia 1976 r. samodzielna gmina. 

## Demografia
Liczba mieszkańców, stan na 1 stycznia:
| Rok                | 1930 | 1947 | 1961 | 2020 |
| ------------------ | ---- | ---- | ---- | ---- |
| Liczba mieszkańców | 714  | 606  | 569  | 697  |